# 丹羽兵助
丹羽 兵助（にわ ひょうすけ、1911年5月15日 - 1990年11月2日）は、日本の政治家。自由民主党所属の元衆議院議員（12期）。愛知県議会議員（2期）。名古屋市内の陸上自衛隊駐屯地で、統合失調症で入院から一時退院中だった男に首を刺され、翌月に亡くなった。弟は丹羽久章元衆議院議員。孫に丹羽秀樹衆議院議員がいる。

## 概要

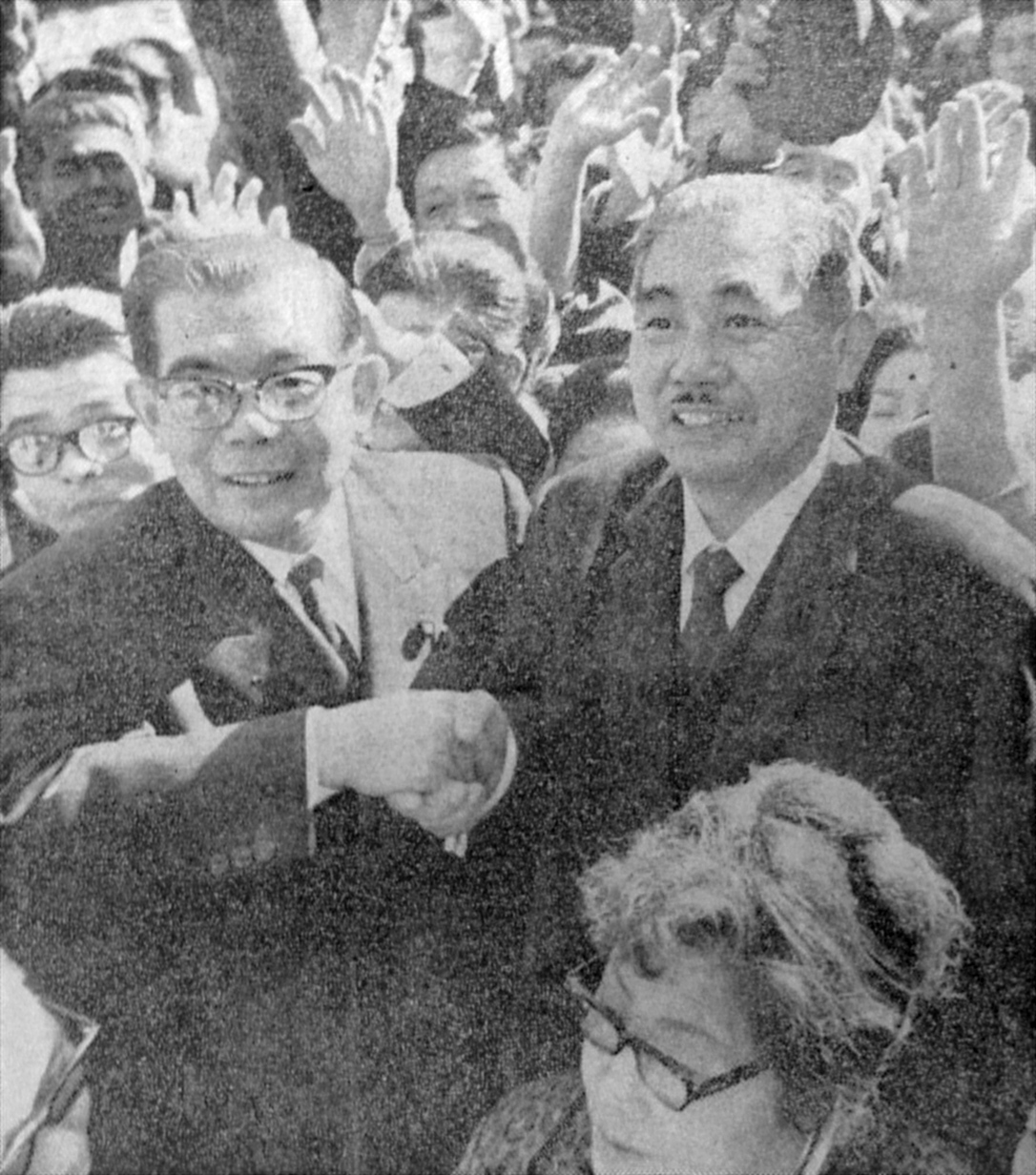
1967年の衆議院議員総選挙。弟の丹羽久章（右）の初当選を祝う丹羽兵助（左）。

愛知県東春日井郡守山町（現・名古屋市守山区）出身。名古屋中学校（現・名古屋中学校・高等学校）卒業後、牧師を目指して関西学院神学部に進むも父である丹羽兵助（先代）の急逝にあう。長男として家業の土建業の丹羽建設を継いだ。

### 政界入り
1941年4月、守山町議会議員に初当選。
1947年、愛知県議会議員選挙に東春日井郡選挙区から民主党公認で立候補し、初当選。1951年の県議選は国民民主党公認で立候補し再選。
1955年の第27回衆議院議員総選挙に旧愛知2区から日本民主党公認で立候補し、初当選した（当選同期に愛知揆一・田村元・椎名悦三郎・唐沢俊樹・高村坂彦・渡海元三郎など）。自民党内では傍流の三木派→河本派に所属。丹羽は初当選の1955年以降、地盤のない春日井市で一人ひとりにきめ細かく接して着々と後援会の「二八会」をつくり上げ、住所も春日井市南下原町に移した。
1976年の第34回衆議院議員総選挙は落選。1979年の総選挙で返り咲く。
第2次田中再改造内閣の国土庁長官、第1次中曽根内閣の総理府総務長官・沖縄開発庁長官、竹下改造内閣の労働大臣などを歴任した。
1987年、自由民主党代議士会会長に就任。党内の意見調整のかなめとして尽力した。
1988年、勲一等旭日大綬章を受章。

### 1990年の選挙違反事件
1990年2月18日の第39回衆議院議員総選挙で12期目の当選を果たした。しかし選挙直後の2月21日、妻と、丹羽の秘書を務める長男の孝充が公職選挙法違反の疑いで事情聴取を受ける。両名は1989年12月11日、名古屋市内の料亭で開かれた忘年会で春日井市議会議員、春日井市選出の児島貢・愛知県議会議長、春日井市長の鈴木義男ら計25人にそれぞれ、現金20万円入りの封筒を包み込んだ箱入りの靴下セットを渡すも、後日25人全員が丹羽側に現金を突き返した。
事情聴取を知った丹羽は名古屋市内の支援団体の事務所に身を寄せた。丹羽の選対幹部は同事務所に電話し、丹羽に「県警本部長に会い、頭を下げておいた方がよい」と忠告するが、丹羽は県警には行かず、その夜、妻と孝充は逮捕された。翌2月22日、同幹部は再度、丹羽に電話し「あなたは高齢だし、潔く身を引いたらどうか」と辞職を促した。丹羽はこれに対し「（現金を受け取って返した）市議たちに、あまりアレせんよう言っといてくれ」と答えた。「アレとは警察にいろいろしゃべることか」と直感した幹部は電話をそのまま切った。「長年選挙を手伝ってきた私に、謝罪の一言もなく、証拠隠滅を頼むなんて」と幹部は憤り、翌23日、丹羽は潜伏先を長野県南佐久郡臼田町（現・佐久市）の佐久総合病院に移した。名古屋地検が出頭を命じると、3月10日、丹羽は病院を出発。名古屋市内のホテルで一泊したあと、3月11日に名古屋地検関係施設に出頭。事情聴取を受け、同日中に再び病院に戻った。選対事務長を務めた児島貢は「事件発覚後心配だったが、丹羽先生からは何の連絡もなかった。冷たいものですよ」と嘆いた。
妻と孝充は懲役2年、執行猶予5年の判決を受けた。連座制を規定する公職選挙法251条の2は当時はまだ改正前であり、旧条文の「公職の候補者」を字義どおりに解釈する最高裁判所昭和35年2月23日判決があったことから、丹羽は起訴を免れた。

### 刺殺事件
1990年10月21日午前、陸上自衛隊守山駐屯地（名古屋市守山区）で行われる記念式典（一般市民にも公開）に来賓出席するため、秘書の車で司令部庁舎に到着。隊員の案内で1階ロビーの喫煙コーナー前を歩いていたところ、部外者の男（統合失調症で守山荘病院に措置入院中。当時は一時退院中であった）に首をナイフで刺された。出血多量により心肺停止状態で守山区のヤトウ病院に搬送され、その後愛知郡長久手町（現・長久手市）の愛知医科大学病院で手術を受けたが、12日後の11月2日に死去した。79歳没。現職国会議員が殺傷された事件は1960年10月12日に山口二矢により刺殺された浅沼稲次郎の事件（浅沼稲次郎暗殺事件）以来であった。

### 異なる型の血液型記載と原因分析
ヤトウ病院に搬送された際、秘書が申告した血液型と秘書が偶然持参していた国会便覧の血液型記載を信用し、通常は行われるクロスマッチテストが行われないまま、上記通りの血液が輸血された。しかし、実際の血液型とは異なる型の血液であると言う医療事故も重なった。また、愛知医科大学病院でも不適合輸血が行われた。司法解剖の結果、死因は頸部を切られたことによる失血死で、型違い輸血は死因に影響しないと判断されたと言われている。
なお、丹羽が実際の血液型と異なる血液型を記載していたのは、当時流行していた血液型占いのブームが原因であり、血液型による印象が得票数に繋がると考えたのではないかと推測されている。

### 遺族による訴訟
遺族は関係した3病院を相手取り、総額1億7,700万円の損害賠償を求める訴訟を起こしたが、守山荘病院とヤトウ病院が解決金を支払うことで2000年12月15日までに和解が成立した。

### 死後
追悼演説は1990年12月18日、衆議院本会議で同選挙区の草川昭三により行われた。
1990年の選挙違反事件で長男の孝充は懲役2年、執行猶予5年の判決を受けたものの、1991年6月、即位の礼に伴う特赦で公民権を回復した。
1993年7月18日の第40回衆議院議員総選挙に丹羽孝充は自民党公認で立候補するも次点で落選。さらに同年7月24日、公職選挙法違反の疑いで逮捕された。孝充は6月下旬、票のとりまとめなどの報酬として、後援会幹部ら運動員計15人に総額2,550万円を渡したほか、別の一人に100万円を渡そうとした。母親も買収容疑で逮捕された。被買収による逮捕者も小牧市議会議員、清洲町議会議長、春日町議会議長、前豊明市議会議員、穂積英一県議、元豊山町助役など広範囲に及び、越山会と並び称されるほど巨大集票組織だった兵助の「二八会」は二代目で壊滅的となった。1997年5月2日、最高裁の上告棄却により、孝充の実刑判決（懲役2年6月、追徴金200万円）は確定した。

## 人物
- 俳優の奥田瑛二、元衆議院議員の中塚一宏らを私設秘書として雇用していた。
- 腰の低い人柄から「お辞儀の丹羽兵」[21]、あるいは毛利松平・森山欽司らと共に「お辞儀三人衆」と呼ばれた。
- 明治生まれの国務大臣としては高辻正己、片岡清一、坂元親男とともに最後となった。